# Lover (Live from Paris)
Lover (Live from Paris) é o quarto álbum ao vivo da cantora e compositora estadunidense Taylor Swift, lançado em 14 de fevereiro de 2023 através da Republic Records. O material foi lançado em disco de vinil e vendido exclusivamente pela loja virtual de Swift — da qual contém gravações ao vivo das oito faixas do seu sétimo álbum de estúdio, Lover (2019), onde apresentou-se em Olympia, Paris, no dia 9 de setembro de 2019. Comercialmente, a obra figurou-se nas tabelas musicais da Austrália, Escócia, Estados Unidos e Reino Unido.

## Antecendes e lançamento
Swift lançou seu sétimo álbum de estúdio, Lover, em 23 de agosto de 2019, através da Republic Records. Descrito por sua intérprete como um disco que explora todas as formas de amar, sendo uma "carta de amor ao amor próprio". Lover obteve análises positivas de críticos musicais e foi comercialmente bem recebido. Para comemorar o seu lançamento, Swift realizou o City of Lover, um concerto no teatro Olympia na cidade de Paris, França, em 9 de setembro de 2019. Seguidamente, o show foi ao ar como um especial na American Broadcasting Company (ABC), sendo disponibilizado em plataformas de vídeo sob demanda, como Hulu e Disney+. Nesta versão, apenas oito faixas de Lover foram apresentadas.

## Alinhamento de faixas
Todas as faixas foram produzidas por Taylor Swift e possuem o subtítulo "(Live from Paris)".
| Lado A |              |                                       |         |  |
| N.º    | Título       | Compositor(es)                        | Duração |  |
| 1.     | "Me!"        | Taylor Swift Joel Little Brendon Urie | 3:33    |  |
| 2.     | "The Archer" | Swift Jack Antonoff                   | 3:30    |  |

| Lado B |                            |                |         |  |
| N.º    | Título                     | Compositor(es) | Duração |  |
| 3.     | "Death by a Thousand Cuts" | Swift Antonoff | 3:19    |  |
| 4.     | "Cornelia Street"          | Swift          | 4:56    |  |

| Lado C |            |                |         |  |
| N.º    | Título     | Compositor(es) | Duração |  |
| 5.     | "The Man"  | Swift Little   | 3:39    |  |
| 6.     | "Daylight" | Swift          | 4:22    |  |

| Lado D         |                         |                |         |  |
| N.º            | Título                  | Compositor(es) | Duração |  |
| 7.             | "You Need to Calm Down" | Swift Little   | 3:23    |  |
| 8.             | "Lover"                 | Swift          | 3:49    |  |
| Duração total: | Duração total:          | Duração total: | 30:31   |  |

## Equipe e colaboradores
Todo o processo de elaboração de Lover (Live from Paris) atribui os seguintes créditos:
- Taylor Swift: vocais principais, produção, composição, piano, violão
- Max Bernstein: violão, violão acústico, teclados
- Mike Meadows: violão acústico, teclados
- Paul Sidoti: violão, violão acústico
- Amos Heller: baixo, teclados
- Eliotte Woodford: vocais de apoio
- Jeslyn Gorman: vocais de apoio
- Kamilah Marshall: vocais de apoio
- Melanie Nyema: vocais de apoio
- Matt Billingslea: bateria
- David Cook: teclados
- Jack Antonoff: composição
- Joel Little: composição
- Brendon Urie: composição
- Christopher Rowe: engenheiro de masterização, mixagem, engenheiro de gravação

## Desempenho comercial

### Posições nas tabelas musicais
| Tabela musical (2023)          | Melhor posição |
| ------------------------------ | -------------- |
| Austrália (ARIA Vinyl Albums)  | 6              |
| Escócia (OCC)                  | 9              |
| Estados Unidos (Billboard 200) | 58             |
| Reino Unido (UK Albums Chart)  | 90             |